# Læstadiuspörtet (Karesuando)
Læstadiuspörtet er det eneste tilbageværende hus ved præstegården i Karesuando, Sverige. Lars Levi Læstadius boede på Karesuando præstegård fra og med 1826 til og med 1849, da han begyndte tjenesten som præst i Pajala. Gården i Karesuando ligger ved Muonio elv, grenseelven til Finland.
Bygningen er en beskeden laftet træbygning. Dette bliver dog skjult af den udvendige grå plankeklædning fra midten af 1950'erne.
Indvendig er der træbænke som stammer fra den gamle kirke i Karesuando. Bænke blev flyttet hertil, da kirken renoveredes i 1954. På væggene hænger altertavlen fra den gamle kirke samt billeder af de første prædikanter fra den læstadianske vækkelse, Johan Raattamaa (1811–1899), Per-Anders ”Ies-Pieti” Wasara (1815–1896) samt Henrik Nilsson Unge (1819–1898), også kaldet ”Posti-Heikki”.
Pörtet anvendes undertiden til gudstjeneste. Der forrettes også en del vielser og dåb af Karesuando forsamling.